# Austin Slater
Pour les articles homonymes, voir Slater.
 (juin 2017).
Austin Thomas Slater (né le 13 décembre 1992 à Jacksonville, Floride, États-Unis) est un joueur de champ extérieur des White Sox de Chicago de la Ligue majeure de baseball.

## Carrière
Austin Slater est repêché par les Dodgers de Los Angeles au 44e tour de sélection en 2011. Après avoir ignoré l'offre, il rejoint le Cardinal de l'université Stanford et signe son premier contrat professionnel avec les Giants de San Francisco, qui le réclament au 8e tour du repêchage amateur de 2014. 
Slater commence sa carrière professionnelle en 2014 dans les ligues mineures et est un joueur de deuxième but à ses deux premières saisons, avant de devenir un joueur de champ extérieur après sa promotion au niveau Triple-A chez les River Cats de Sacramento en 2016.
Il fait ses débuts dans le baseball majeur avec les Giants de San Francisco le 2 juin 2017 contre les Phillies de Philadelphie et réussit durant ce match son premier coup sûr, réussi aux dépens du lanceur Joely Rodríguez,.